# UEFA Nations League 2022-2023
La UEFA Nations League 2022-2023 è stata la terza edizione della competizione calcistica UEFA Nations League. È iniziata il 1º giugno 2022 e si è conclusa il 26 marzo 2024. La nazionale campione in carica era la Francia. Ad aggiudicarsi l'edizione è stata la Spagna, al primo titolo nella manifestazione, che ha prevalso in finale sulla Croazia per 5-4 ai tiri di rigore, dopo lo 0-0 dei tempi supplementari.

## Stagione

### Formula
Il formato rimane quello dell'edizione precedente: le 55 squadre nazionali UEFA sono divise in quattro leghe, con 16 squadre nelle leghe A, B e C e 7 squadre nella Lega D. Le squadre sono assegnate alle leghe in base alla classifica generale della UEFA Nations League 2020-2021.
Le leghe A, B e C sono composte da quattro gruppi composti da quattro squadre ciascuno, mentre la Lega D è composta da un gruppo di quattro squadre e un gruppo di tre.
Nella Lega A, le squadre competono per diventare campioni della UEFA Nations League. I quattro vincitori dei gruppi della Lega A si qualificano per la fase finale della UEFA Nations League che si disputerà nel mese di giugno 2023, e che si gioca in un formato a eliminazione diretta, composto da semifinali, finale per il terzo posto e finale.
Le vincitrici dei gironi delle altre leghe conseguono la promozione nella Lega immediatamente superiore per l'edizione 2024-2025. Le quarte ed ultime classificate dei gironi delle leghe A e B invece retrocedono nella lega immediatamente inferiore. Per quel che riguarda invece le retrocessioni dalla Lega C alla Lega D, esse sono stabilite attraverso due spareggi, con gare di andata e ritorno, tra le quattro ultime classificate; tali squadre saranno abbinate, tenendo conto dei punteggi ottenuti nei rispettivi gironi, come segue:
- la migliore sfiderà la peggiore;
- le rimanenti due squadre si sfideranno tra loro.

In ciascuno dei due abbinamenti la squadra col punteggio migliore giocherà in casa la partita di ritorno. Nel caso in cui anche una sola delle quattro quarte classificate dei gironi di Lega C dovesse essere impegnata nei play-off delle qualificazioni al campionato europeo di calcio 2024 in Germania (anch'essi in programma a marzo 2024), i play-out di Lega C verrebbero annullati: in tal caso a retrocedere direttamente in Lega D sarebbero automaticamente le due peggiori quarte classificate.
A causa della sospensione dalle competizioni UEFA della Russia per via dell'invasione russa dell'Ucraina del 2022, l'assegnazione dei posti per l'edizione successiva è stata modificata in modo che solo una squadra retrocede nella Lega D, assicurando che la Lega C sia ancora composta da 16 squadre. Sulla base della classifica generale delle squadre classificate al quarto posto, le due squadre con il punteggio peggiore sono qualificate per lo spareggio.
Questa edizione della competizione svolge un ruolo anche nelle qualificazioni al campionato europeo di calcio 2024 in Germania. La classifica generale determinerà le fasce del sorteggio dei gironi di qualificazione al campionato europeo e, in particolare, le quattro vincitrici dei gironi della Lega A avranno la certezza di essere inseriti in gruppi di qualificazione da cinque squadre, anche per consentire la calendarizzazione delle loro giornate di riposo in concomitanza con la fase finale del torneo. Inoltre, per ciascuna delle leghe A, B e C, le quattro migliori nazionali, in base alla classifica generale della competizione, che non saranno riuscite a qualificarsi per il campionato europeo, accederanno a degli spareggi loro riservati. Quest'ultimo prevede tre squadre ammesse alla fase finale sulle 12 partecipanti, tramite un sistema di tre gironi da quattro squadre basato su semifinali e finale secche.

## Programma
Di seguito è riportato il programma della UEFA Nations League 2022-2023. In questa edizione la fase a gironi si tiene tra giugno e settembre in quanto il campionato mondiale di calcio 2022 si disputa a partire da novembre. Il programma della fase a gironi del Gruppo 4 della Lega A e del Gruppo 1 della Lega B è stato modificato a seguito della posticipazione del Percorso A del turno di spareggio UEFA per la qualificazione al campionato mondiale di calcio 2022.
| Fase             | Turno           | Date                 |
| ---------------- | --------------- | -------------------- |
| Fase a gironi    | Giornata 1      | 1º–4 giugno 2022     |
| Fase a gironi    | Giornata 2      | 5–8 giugno 2022      |
| Fase a gironi    | Giornata 3      | 9–11 giugno 2022     |
| Fase a gironi    | Giornata 4      | 12–14 giugno 2022    |
| Fase a gironi    | Giornata 5      | 22–24 settembre 2022 |
| Fase a gironi    | Giornata 6      | 25–27 settembre 2022 |
| Fase finale      | Semifinali      | 14–15 giugno 2023    |
| Fase finale      | Finale 3º posto | 18 giugno 2023       |
| Fase finale      | Finale          | 18 giugno 2023       |
| Spareggio Lega C | Andata          | 21 marzo 2024        |
| Spareggio Lega C | Ritorno         | 26 marzo 2024        |

## Leghe e squadre partecipanti
Lega A
     Lega B
     Lega C
     Lega D

Divisione delle varie squadre nazionali nelle rispettive leghe.
Lega A
Lega B
Lega C
Lega D

Tutte le 55 squadre nazionali della UEFA parteciperanno alla competizione. La suddivisione in leghe deriva dalla classifica finale dell'edizione precedente.
| Lega A (16 squadre) | Lega A (16 squadre) | Lega A (16 squadre)  | Lega A (16 squadre) |
| ------------------- | ------------------- | -------------------- | ------------------- |
| Francia             | Spagna              | Italia               | Belgio              |
| Portogallo          | Paesi Bassi         | Danimarca            | Germania            |
| Inghilterra         | Polonia             | Svizzera             | Croazia             |
| Galles              | Austria             | Rep. Ceca            | Ungheria            |
| Lega B (16 squadre) |                     |                      |                     |
| Ucraina             | Svezia              | Bosnia ed Erzegovina | Islanda             |
| Finlandia           | Norvegia            | Scozia               | Russia              |
| Israele             | Romania             | Serbia               | Irlanda             |
| Slovenia            | Montenegro          | Albania              | Armenia             |
| Lega C (16 squadre) |                     |                      |                     |
| Turchia             | Slovacchia          | Bulgaria             | Irlanda del Nord    |
| Grecia              | Bielorussia         | Lussemburgo          | Macedonia del Nord  |
| Lituania            | Georgia             | Azerbaigian          | Kosovo              |
| Kazakistan          | Cipro               | Gibilterra           | Fær Øer             |
| Lega D (7 squadre)  |                     |                      |                     |
| Moldavia            | Estonia             | Liechtenstein        | Malta               |
| Lettonia            | San Marino          | Andorra              |                     |

## Sorteggio dei gruppi
Il sorteggio dei gironi si è svolto il 16 dicembre 2021 alle ore 18:00 CET a Nyon, in Svizzera. La classifica di accesso è stata utilizzata per determinare le teste di serie e la composizione delle urne nel sorteggio.
| Fascia | Squadra     | Prec    | Rank |
| ------ | ----------- | ------- | ---- |
| 1      | Francia     | Oro     | 1    |
| 1      | Spagna      | Argento | 2    |
| 1      | Italia      | Bronzo  | 3    |
| 1      | Belgio      |         | 4    |
| 2      | Portogallo  |         | 5    |
| 2      | Paesi Bassi |         | 6    |
| 2      | Danimarca   |         | 7    |
| 2      | Germania    |         | 8    |
| 3      | Inghilterra |         | 9    |
| 3      | Polonia     |         | 10   |
| 3      | Svizzera    |         | 11   |
| 3      | Croazia     |         | 12   |
| 4      | Galles      |         | 13   |
| 4      | Austria     |         | 14   |
| 4      | Rep. Ceca   |         | 15   |
| 4      | Ungheria    |         | 16   |

| Fascia | Squadra              | Prec | Rank |
| ------ | -------------------- | ---- | ---- |
| 1      | Ucraina              |      | 17   |
| 1      | Svezia               |      | 18   |
| 1      | Bosnia ed Erzegovina |      | 19   |
| 1      | Islanda              |      | 20   |
| 2      | Finlandia            |      | 21   |
| 2      | Norvegia             |      | 22   |
| 2      | Scozia               |      | 23   |
| 2      | Russia               |      | 24   |
| 3      | Israele              |      | 25   |
| 3      | Romania              |      | 26   |
| 3      | Serbia               |      | 27   |
| 3      | Irlanda              |      | 28   |
| 4      | Slovenia             |      | 29   |
| 4      | Montenegro           |      | 30   |
| 4      | Albania              |      | 31   |
| 4      | Armenia              |      | 32   |

| Fascia | Squadra            | Prec | Rank |
| ------ | ------------------ | ---- | ---- |
| 1      | Turchia            |      | 33   |
| 1      | Slovacchia         |      | 34   |
| 1      | Bulgaria           |      | 35   |
| 1      | Irlanda del Nord   |      | 36   |
| 2      | Grecia             |      | 37   |
| 2      | Bielorussia        |      | 38   |
| 2      | Lussemburgo        |      | 39   |
| 2      | Macedonia del Nord |      | 40   |
| 3      | Lituania           |      | 41   |
| 3      | Georgia            |      | 42   |
| 3      | Azerbaigian        |      | 43   |
| 3      | Kosovo             |      | 44   |
| 4      | Kazakistan         |      | 45   |
| 4      | Cipro              |      | 46   |
| 4      | Gibilterra         |      | 47   |
| 4      | Fær Øer            |      | 48   |

| Fascia | Squadra       | Prec | Rank |
| ------ | ------------- | ---- | ---- |
| 1      | Estonia       |      | 49   |
| 1      | Moldavia      |      | 50   |
| 1      | Liechtenstein |      | 51   |
| 1      | Malta         |      | 52   |
| 2      | Lettonia      |      | 53   |
| 2      | San Marino    |      | 54   |
| 2      | Andorra       |      | 55   |

Legenda:
 Promossa al termine della UEFA Nations League 2020-2021.
 Retrocessa al termine della UEFA Nations League 2020-2021.

## Lega A

### Gruppo 1
| Pos. | Squadra   | Pt | G | V | N | P | GF | GS | DG |
| ---- | --------- | -- | - | - | - | - | -- | -- | -- |
| 1    | Croazia   | 13 | 6 | 4 | 1 | 1 | 8  | 6  | +2 |
| 2    | Danimarca | 12 | 6 | 4 | 0 | 2 | 9  | 5  | +4 |
| 3    | Francia   | 5  | 6 | 1 | 2 | 3 | 5  | 7  | -2 |
| 4    | Austria   | 4  | 6 | 1 | 1 | 4 | 6  | 10 | -4 |

| Squadra   | Francia (bandiera) | Danimarca (bandiera) | Croazia (bandiera) | Austria (bandiera) |
| --------- | ------------------ | -------------------- | ------------------ | ------------------ |
| Francia   |                    | 1 - 2                | 0 - 1              | 2 - 0              |
| Danimarca | 2 - 0              |                      | 0 - 1              | 2 - 0              |
| Croazia   | 1 - 1              | 2 - 1                |                    | 0 - 3              |
| Austria   | 1 - 1              | 1 - 2                | 1 - 3              |                    |

### Gruppo 2
| Pos. | Squadra    | Pt | G | V | N | P | GF | GS | DG |
| ---- | ---------- | -- | - | - | - | - | -- | -- | -- |
| 1    | Spagna     | 11 | 6 | 3 | 2 | 1 | 8  | 5  | +3 |
| 2    | Portogallo | 10 | 6 | 3 | 1 | 2 | 11 | 3  | +8 |
| 3    | Svizzera   | 9  | 6 | 3 | 0 | 3 | 6  | 9  | -3 |
| 4    | Rep. Ceca  | 4  | 6 | 1 | 1 | 4 | 5  | 13 | -8 |

| Squadra    | Spagna (bandiera) | Portogallo (bandiera) | Svizzera (bandiera) | Rep. Ceca (bandiera) |
| ---------- | ----------------- | --------------------- | ------------------- | -------------------- |
| Spagna     |                   | 1 - 1                 | 1 - 2               | 2 - 0                |
| Portogallo | 0 - 1             |                       | 4 - 0               | 2 - 0                |
| Svizzera   | 0 - 1             | 1 - 0                 |                     | 2 - 1                |
| Rep. Ceca  | 2 - 2             | 0 - 4                 | 2 - 1               |                      |

### Gruppo 3
| Pos. | Squadra     | Pt | G | V | N | P | GF | GS | DG |
| ---- | ----------- | -- | - | - | - | - | -- | -- | -- |
| 1    | Italia      | 11 | 6 | 3 | 2 | 1 | 8  | 7  | +1 |
| 2    | Ungheria    | 10 | 6 | 3 | 1 | 2 | 8  | 5  | +3 |
| 3    | Germania    | 7  | 6 | 1 | 4 | 1 | 11 | 9  | +2 |
| 4    | Inghilterra | 3  | 6 | 0 | 3 | 3 | 4  | 10 | -6 |

| Squadra     | Italia (bandiera) | Germania (bandiera) | Inghilterra (bandiera) | Ungheria (bandiera) |
| ----------- | ----------------- | ------------------- | ---------------------- | ------------------- |
| Italia      |                   | 1 - 1               | 1 - 0                  | 2 - 1               |
| Germania    | 5 - 2             |                     | 1 - 1                  | 0 - 1               |
| Inghilterra | 0 - 0             | 3 - 3               |                        | 0 - 4               |
| Ungheria    | 0 - 2             | 1 - 1               | 1 - 0                  |                     |

### Gruppo 4
| Pos. | Squadra     | Pt | G | V | N | P | GF | GS | DG |
| ---- | ----------- | -- | - | - | - | - | -- | -- | -- |
| 1    | Paesi Bassi | 16 | 6 | 5 | 1 | 0 | 14 | 6  | +8 |
| 2    | Belgio      | 10 | 6 | 3 | 1 | 2 | 11 | 8  | +3 |
| 3    | Polonia     | 7  | 6 | 2 | 1 | 3 | 6  | 12 | -6 |
| 4    | Galles      | 1  | 6 | 0 | 1 | 5 | 6  | 11 | -5 |

| Squadra     | Belgio (bandiera) | Paesi Bassi (bandiera) | Polonia (bandiera) | Galles (bandiera) |
| ----------- | ----------------- | ---------------------- | ------------------ | ----------------- |
| Belgio      |                   | 1 - 4                  | 6 - 1              | 2 - 1             |
| Paesi Bassi | 1 - 0             |                        | 2 - 2              | 3 - 2             |
| Polonia     | 0 - 1             | 0 - 2                  |                    | 2 - 1             |
| Galles      | 1 - 1             | 1 - 2                  | 0 - 1              |                   |

Legenda:
      Qualificate alla fase finale.
      Retrocesse in Lega B della UEFA Nations League 2024-2025.

### Fase finale
La fase finale è stata ospitata dai Paesi Bassi, in quanto vincitrici del gruppo 4.

#### Tabellone
|  | Semifinali | Semifinali    | Semifinali   |              |         | Finale          | Finale          | Finale          |  |
|  |            |               |              |              |         |                 |                 |                 |  |
|  | A4         | Paesi Bassi   | 2            |              |         |                 |                 |                 |  |
|  | A4         | Paesi Bassi   | 2            |              |         |                 |                 |                 |  |
|  | A1         | Croazia (dts) | 4            |              |         |                 |                 |                 |  |
|  | A1         | Croazia (dts) | 4            |              | Croazia | Croazia         | 0 (4)           |                 |  |
|  |            |               |              |              | Croazia | Croazia         | 0 (4)           |                 |  |
|  |            |               | Spagna (dtr) | Spagna (dtr) | 0 (5)   |                 |                 |                 |  |
|  | A2         | Spagna        | Spagna (dtr) | Spagna (dtr) | 0 (5)   | 2               |                 |                 |  |
|  | A2         | Spagna        |              |              |         | 2               |                 |                 |  |
|  | A3         | Italia        | 1            |              |         | Finale 3º posto | Finale 3º posto | Finale 3º posto |  |
|  | A3         | Italia        | 1            |              |         |                 |                 |                 |  |
|  |            |               |              |              |         |                 |                 |                 |  |
|  |            |               |              |              |         | Paesi Bassi     | Paesi Bassi     | 2               |  |
|  |            |               |              |              |         | Paesi Bassi     | Paesi Bassi     | 2               |  |
|  |            |               |              |              |         | Italia          | Italia          | 3               |  |

#### Semifinali
| Arbitro: | István Kovács |

|                      |           |                                                                 |
| Malen 34’ Lang 90+6’ | Marcatori | 55’ (rig.) Kramarić 72’ Pašalić 98’ Petković 116’ (rig.) Modrić |

| Arbitro: | Slavko Vinčić |

|                    |           |                     |
| Pino 3’ Joselu 88’ | Marcatori | 11’ (rig.) Immobile |

#### Finale 3º posto
| Arbitro: | Glenn Nyberg |

|                            |           |                                    |
| Bergwijn 68’ Wijnaldum 89’ | Marcatori | 6’ Dimarco 20’ Frattesi 72’ Chiesa |

#### Finale
| Arbitro: | Felix Zwayer |

|                                               |                      |                                              |
| Vlašić Brozović Modrić Majer Perišić Petković | Tiri di rigore 4 – 5 | Joselu Rodri Merino Asensio Laporte Carvajal |

## Lega B

### Gruppo 1
| Pos. | Squadra | Pt | G | V | N | P | GF | GS | DG  |
| ---- | ------- | -- | - | - | - | - | -- | -- | --- |
| 1    | Scozia  | 13 | 6 | 4 | 1 | 1 | 11 | 5  | +6  |
| 2    | Ucraina | 11 | 6 | 3 | 2 | 1 | 10 | 4  | +6  |
| 3    | Irlanda | 7  | 6 | 2 | 1 | 3 | 8  | 7  | +1  |
| 4    | Armenia | 3  | 6 | 1 | 0 | 5 | 4  | 17 | -13 |

| Squadra | Ucraina (bandiera) | Scozia (bandiera) | Irlanda (bandiera) | Armenia (bandiera) |
| ------- | ------------------ | ----------------- | ------------------ | ------------------ |
| Ucraina |                    | 0 - 0             | 1 - 1              | 3 - 0              |
| Scozia  | 3 - 0              |                   | 2 - 1              | 2 - 0              |
| Irlanda | 0 - 1              | 3 - 0             |                    | 3 - 2              |
| Armenia | 0 - 5              | 1 - 4             | 1 - 0              |                    |

### Gruppo 2
| Pos. | Squadra | Pt | G | V | N | P | GF | GS | DG |
| ---- | ------- | -- | - | - | - | - | -- | -- | -- |
| 1    | Israele | 8  | 4 | 2 | 2 | 0 | 8  | 6  | +2 |
| 2    | Islanda | 4  | 4 | 0 | 4 | 0 | 6  | 6  | 0  |
| 3    | Albania | 2  | 4 | 0 | 2 | 2 | 4  | 6  | -2 |
| 4    | Russia  | 0  | 0 | 0 | 0 | 0 | 0  | 0  | 0  |

| Squadra | Islanda (bandiera) | Israele (bandiera) | Albania (bandiera) | Russia (bandiera) |
| ------- | ------------------ | ------------------ | ------------------ | ----------------- |
| Islanda |                    | 2 - 2              | 1 - 1              | Annullata         |
| Israele | 2 - 2              |                    | 2 - 1              | Annullata         |
| Albania | 1 - 1              | 1 - 2              |                    | Annullata         |
| Russia  | Annullata          | Annullata          | Annullata          |                   |

Nota: Il 2 maggio 2022 la UEFA annuncia che la Russia viene sospesa e automaticamente retrocessa nella Lega C della UEFA Nations League 2024-2025 a seguito dell'invasione russa dell'Ucraina.

### Gruppo 3
| Pos. | Squadra              | Pt | G | V | N | P | GF | GS | DG |
| ---- | -------------------- | -- | - | - | - | - | -- | -- | -- |
| 1    | Bosnia ed Erzegovina | 11 | 6 | 3 | 2 | 1 | 8  | 8  | 0  |
| 2    | Finlandia            | 8  | 6 | 2 | 2 | 2 | 8  | 6  | +2 |
| 3    | Montenegro           | 7  | 6 | 2 | 1 | 3 | 6  | 6  | 0  |
| 4    | Romania              | 7  | 6 | 2 | 1 | 3 | 6  | 8  | -2 |

| Squadra              | Bosnia ed Erzegovina (bandiera) | Finlandia (bandiera) | Romania (bandiera) | Montenegro (bandiera) |
| -------------------- | ------------------------------- | -------------------- | ------------------ | --------------------- |
| Bosnia ed Erzegovina |                                 | 3 - 2                | 1 - 0              | 1 - 0                 |
| Finlandia            | 1 - 1                           |                      | 1 - 1              | 2 - 0                 |
| Romania              | 4 - 1                           | 1 - 0                |                    | 0 - 3                 |
| Montenegro           | 1 - 1                           | 0 - 2                | 2 - 0              |                       |

### Gruppo 4
| Pos. | Squadra  | Pt | G | V | N | P | GF | GS | DG |
| ---- | -------- | -- | - | - | - | - | -- | -- | -- |
| 1    | Serbia   | 13 | 6 | 4 | 1 | 1 | 13 | 5  | +8 |
| 2    | Norvegia | 10 | 6 | 3 | 1 | 2 | 7  | 7  | 0  |
| 3    | Slovenia | 6  | 6 | 1 | 3 | 2 | 6  | 10 | -4 |
| 4    | Svezia   | 4  | 6 | 1 | 1 | 4 | 7  | 11 | -4 |

| Squadra  | Svezia (bandiera) | Norvegia (bandiera) | Serbia (bandiera) | Slovenia (bandiera) |
| -------- | ----------------- | ------------------- | ----------------- | ------------------- |
| Svezia   |                   | 1 - 2               | 0 - 1             | 1 - 1               |
| Norvegia | 3 - 2             |                     | 0 - 2             | 0 - 0               |
| Serbia   | 4 - 1             | 0 - 1               |                   | 4 - 1               |
| Slovenia | 0 - 2             | 2 - 1               | 2 - 2             |                     |

Legenda:
      Promosse in Lega A della UEFA Nations League 2024-2025.
      Retrocesse in Lega C della UEFA Nations League 2024-2025.

## Lega C

### Gruppo 1
| Pos. | Squadra     | Pt | G | V | N | P | GF | GS | DG  |
| ---- | ----------- | -- | - | - | - | - | -- | -- | --- |
| 1    | Turchia     | 13 | 6 | 4 | 1 | 1 | 18 | 5  | +13 |
| 2    | Lussemburgo | 11 | 6 | 3 | 2 | 1 | 9  | 7  | +2  |
| 3    | Fær Øer     | 8  | 6 | 2 | 2 | 2 | 7  | 10 | -3  |
| 4    | Lituania    | 1  | 6 | 0 | 1 | 5 | 2  | 14 | -12 |

| Squadra     | Turchia (bandiera) | Lussemburgo (bandiera) | Lituania (bandiera) | Fær Øer (bandiera) |
| ----------- | ------------------ | ---------------------- | ------------------- | ------------------ |
| Turchia     |                    | 3 - 3                  | 2 - 0               | 4 - 0              |
| Lussemburgo | 0 - 2              |                        | 1 - 0               | 2 - 2              |
| Lituania    | 0 - 6              | 0 - 2                  |                     | 1 - 1              |
| Fær Øer     | 2 - 1              | 0 - 1                  | 2 - 1               |                    |

### Gruppo 2
| Pos. | Squadra          | Pt | G | V | N | P | GF | GS | DG |
| ---- | ---------------- | -- | - | - | - | - | -- | -- | -- |
| 1    | Grecia           | 15 | 6 | 5 | 0 | 1 | 10 | 2  | +8 |
| 2    | Kosovo           | 9  | 6 | 3 | 0 | 3 | 11 | 8  | +3 |
| 3    | Irlanda del Nord | 5  | 6 | 1 | 2 | 3 | 7  | 10 | -3 |
| 4    | Cipro            | 5  | 6 | 1 | 2 | 3 | 4  | 12 | -8 |

| Squadra          | Irlanda del Nord (bandiera) | Grecia (bandiera) | Kosovo (bandiera) | Cipro (bandiera) |
| ---------------- | --------------------------- | ----------------- | ----------------- | ---------------- |
| Irlanda del Nord |                             | 0 - 1             | 2 - 1             | 2 - 2            |
| Grecia           | 3 - 1                       |                   | 2 - 0             | 3 - 0            |
| Kosovo           | 3 - 2                       | 0 - 1             |                   | 5 - 1            |
| Cipro            | 0 - 0                       | 1 - 0             | 0 - 2             |                  |

### Gruppo 3
| Pos. | Squadra     | Pt | G | V | N | P | GF | GS | DG |
| ---- | ----------- | -- | - | - | - | - | -- | -- | -- |
| 1    | Kazakistan  | 13 | 6 | 4 | 1 | 1 | 8  | 6  | +2 |
| 2    | Azerbaigian | 10 | 6 | 3 | 1 | 2 | 7  | 4  | +3 |
| 3    | Slovacchia  | 7  | 6 | 2 | 1 | 3 | 5  | 6  | -1 |
| 4    | Bielorussia | 3  | 6 | 0 | 3 | 3 | 3  | 7  | -4 |

| Squadra     | Slovacchia (bandiera) | Bielorussia (bandiera) | Azerbaigian (bandiera) | Kazakistan (bandiera) |
| ----------- | --------------------- | ---------------------- | ---------------------- | --------------------- |
| Slovacchia  |                       | 1 - 1                  | 1 - 2                  | 0 - 1                 |
| Bielorussia | 0 - 1                 |                        | 0 - 0                  | 1 - 1                 |
| Azerbaigian | 0 - 1                 | 2 - 0                  |                        | 3 - 0                 |
| Kazakistan  | 2 - 1                 | 2 - 1                  | 2 - 0                  |                       |

### Gruppo 4
| Pos. | Squadra            | Pt | G | V | N | P | GF | GS | DG  |
| ---- | ------------------ | -- | - | - | - | - | -- | -- | --- |
| 1    | Georgia            | 16 | 6 | 5 | 1 | 0 | 16 | 3  | +13 |
| 2    | Bulgaria           | 9  | 6 | 2 | 3 | 1 | 10 | 8  | +2  |
| 3    | Macedonia del Nord | 7  | 6 | 2 | 1 | 3 | 7  | 7  | 0   |
| 4    | Gibilterra         | 1  | 6 | 0 | 1 | 5 | 3  | 18 | -15 |

| Squadra            | Bulgaria (bandiera) | Macedonia del Nord (bandiera) | Georgia (bandiera) | Gibilterra (bandiera) |
| ------------------ | ------------------- | ----------------------------- | ------------------ | --------------------- |
| Bulgaria           |                     | 1 - 1                         | 2 - 5              | 5 - 1                 |
| Macedonia del Nord | 0 - 1               |                               | 0 - 3              | 4 - 0                 |
| Georgia            | 0 - 0               | 2 - 0                         |                    | 4 - 0                 |
| Gibilterra         | 1 - 1               | 0 - 2                         | 1 - 2              |                       |

Legenda:
      Promosse in Lega B della UEFA Nations League 2024-2025.
      Ammesse agli spareggi per la retrocessione in Lega D della UEFA Nations League 2024-2025.
      Retrocesse in Lega D della UEFA Nations League 2024-2025.

### Raffronto tra le quarte classificate
Inizialmente, sarebbero retrocesse in Lega D due squadre delle quattro arrivate ultime nei gironi della Lega C. La prima classificata avrebbe affrontato la quarta, mentre la seconda la terza. Le squadre meglio classificate avrebbero giocato la partita di ritorno in casa. Successivamente, a causa della sospensione dalle competizioni UEFA della Russia per via dell'invasione russa dell'Ucraina, l'assegnazione dei posti per l'edizione successiva è stata modificata in modo che solo una squadra retroceda nella Lega D, assicurando che la Lega C sia ancora composta da 16 squadre. Sulla base della classifica generale delle squadre classificate al quarto posto, le due squadre con il punteggio peggiore sono qualificate per lo spareggio.
| Pos | Gr | Squadra     | Pt | G | V | N | P | GF | GS | DG  |
| --- | -- | ----------- | -- | - | - | - | - | -- | -- | --- |
| 1   | C2 | Cipro       | 5  | 6 | 1 | 2 | 3 | 4  | 12 | -8  |
| 2   | C3 | Bielorussia | 3  | 6 | 0 | 3 | 3 | 3  | 7  | -4  |
| 3   | C1 | Lituania    | 1  | 6 | 0 | 1 | 5 | 2  | 14 | -12 |
| 4   | C4 | Gibilterra  | 1  | 6 | 0 | 1 | 5 | 3  | 18 | -15 |

### Spareggio
| Squadra 1  | Totale | Squadra 2 | Andata | Ritorno |
| ---------- | ------ | --------- | ------ | ------- |
| Gibilterra | 0 - 2  | Lituania  | 0 - 1  | 0 - 1   |

## Lega D

### Gruppo 1
| Pos. | Squadra       | Pt | G | V | N | P | GF | GS | DG  |
| ---- | ------------- | -- | - | - | - | - | -- | -- | --- |
| 1    | Lettonia      | 13 | 6 | 4 | 1 | 1 | 12 | 5  | +7  |
| 2    | Moldavia      | 13 | 6 | 4 | 1 | 1 | 10 | 6  | +4  |
| 3    | Andorra       | 8  | 6 | 2 | 2 | 2 | 6  | 7  | -1  |
| 4    | Liechtenstein | 0  | 6 | 0 | 0 | 6 | 1  | 11 | -10 |

| Squadra       | Liechtenstein (bandiera) | Moldavia (bandiera) | Andorra (bandiera) | Lettonia (bandiera) |
| ------------- | ------------------------ | ------------------- | ------------------ | ------------------- |
| Liechtenstein |                          | 0 - 2               | 0 - 2              | 0 - 2               |
| Moldavia      | 2 - 0                    |                     | 2 - 1              | 2 - 4               |
| Andorra       | 2 - 1                    | 0 - 0               |                    | 1 - 1               |
| Lettonia      | 1 - 0                    | 1 - 2               | 3 - 0              |                     |

### Gruppo 2
| Pos. | Squadra    | Pt | G | V | N | P | GF | GS | DG |
| ---- | ---------- | -- | - | - | - | - | -- | -- | -- |
| 1    | Estonia    | 12 | 4 | 4 | 0 | 0 | 10 | 2  | +8 |
| 2    | Malta      | 6  | 4 | 2 | 0 | 2 | 5  | 4  | +1 |
| 3    | San Marino | 0  | 4 | 0 | 0 | 4 | 0  | 9  | -9 |

| Squadra    | Malta (bandiera) | Estonia (bandiera) | San Marino (bandiera) |
| ---------- | ---------------- | ------------------ | --------------------- |
| Malta      |                  | 1 - 2              | 1 - 0                 |
| Estonia    | 2 - 1            |                    | 2 - 0                 |
| San Marino | 0 - 2            | 0 - 4              |                       |

Legenda:
      Promosse in Lega C della UEFA Nations League 2024-2025.

## Classifica finale
A settembre 2022 l'UEFA ha pubblicato una classifica provvisoria, basata solo sui risultati della prima fase del torneo. Questa graduatoria è stata usata per suddividere le nazionali nelle sei fasce per i sorteggi dei gironi di qualificazione al campionato europeo di calcio 2024.

### Lega A
|         | Pos. | Squadra     | Pos. gruppo | Pt | G | V | N | P | GF | GS | DR |
| ------- | ---- | ----------- | ----------- | -- | - | - | - | - | -- | -- | -- |
| Oro     | 1.   | Spagna      | 1-A2        | 11 | 6 | 3 | 2 | 1 | 8  | 5  | +3 |
| Argento | 2.   | Croazia     | 1-A1        | 13 | 6 | 4 | 1 | 1 | 8  | 6  | +2 |
| Bronzo  | 3.   | Italia      | 1-A3        | 11 | 6 | 3 | 2 | 1 | 8  | 7  | +1 |
|         | 4.   | Paesi Bassi | 1-A4        | 16 | 6 | 5 | 1 | 0 | 14 | 6  | +8 |
|         | 5.   | Danimarca   | 2-A1        | 12 | 6 | 4 | 0 | 2 | 9  | 5  | +4 |
|         | 6.   | Portogallo  | 2-A2        | 10 | 6 | 3 | 1 | 2 | 11 | 3  | +8 |
|         | 7.   | Belgio      | 2-A4        | 10 | 6 | 3 | 1 | 2 | 11 | 8  | +3 |
|         | 8.   | Ungheria    | 2-A3        | 10 | 6 | 3 | 1 | 2 | 8  | 5  | +3 |
|         | 9.   | Svizzera    | 3-A2        | 9  | 6 | 3 | 0 | 3 | 6  | 9  | -3 |
|         | 10.  | Germania    | 3-A3        | 7  | 6 | 1 | 4 | 1 | 11 | 9  | +2 |
|         | 11.  | Polonia     | 3-A4        | 7  | 6 | 2 | 1 | 3 | 6  | 12 | -6 |
|         | 12.  | Francia     | 3-A1        | 5  | 6 | 1 | 2 | 3 | 5  | 7  | -2 |
|         | 13.  | Austria     | 4-A1        | 4  | 6 | 1 | 1 | 4 | 6  | 10 | -4 |
|         | 14.  | Rep. Ceca   | 4-A2        | 4  | 6 | 1 | 1 | 3 | 5  | 13 | -8 |
|         | 15.  | Inghilterra | 4-A3        | 3  | 6 | 0 | 3 | 3 | 4  | 10 | -6 |
|         | 16.  | Galles      | 4-A4        | 1  | 6 | 0 | 1 | 5 | 6  | 11 | -5 |

Legenda:
      Ammesse alla fase finale.
      Retrocesse in Lega B.

### Lega B
|  | Pos. | Squadra              | Pos. gruppo | Pt | G | V | N | P | GF | GS | DR  |
|  | ---- | -------------------- | ----------- | -- | - | - | - | - | -- | -- | --- |
|  | 17.  | Israele              | 1-B2        | 8  | 4 | 2 | 2 | 0 | 8  | 6  | +2  |
|  | 18.  | Bosnia ed Erzegovina | 1-B3        | 8  | 4 | 2 | 2 | 0 | 6  | 4  | +2  |
|  | 19.  | Serbia               | 1-B4        | 7  | 4 | 2 | 1 | 1 | 8  | 4  | +4  |
|  | 20.  | Scozia               | 1-B1        | 7  | 4 | 2 | 1 | 1 | 5  | 4  | +1  |
|  | 21.  | Finlandia            | 2-B3        | 7  | 4 | 2 | 1 | 1 | 7  | 4  | +3  |
|  | 22.  | Ucraina              | 2-B1        | 5  | 4 | 1 | 2 | 1 | 2  | 4  | -2  |
|  | 23.  | Islanda              | 2-B2        | 4  | 4 | 0 | 4 | 0 | 6  | 6  | 0   |
|  | 24.  | Norvegia             | 2-B4        | 4  | 4 | 1 | 1 | 2 | 2  | 4  | -2  |
|  | 25.  | Slovenia             | 3-B4        | 5  | 4 | 1 | 2 | 1 | 5  | 7  | -2  |
|  | 26.  | Irlanda              | 3-B1        | 4  | 4 | 1 | 1 | 2 | 5  | 4  | +1  |
|  | 27.  | Albania              | 3-B2        | 2  | 4 | 0 | 2 | 2 | 4  | 6  | -2  |
|  | 28.  | Montenegro           | 3-B3        | 1  | 4 | 0 | 1 | 3 | 1  | 6  | -5  |
|  | 29.  | Romania              | 4-B3        | 7  | 6 | 2 | 1 | 3 | 6  | 8  | -2  |
|  | 30.  | Svezia               | 4-B4        | 4  | 6 | 1 | 1 | 4 | 7  | 11 | -4  |
|  | 31.  | Armenia              | 4-B1        | 3  | 6 | 1 | 0 | 5 | 4  | 17 | -13 |
|  | 32.  | Russia               | 4-B2        | 0  | 0 | 0 | 0 | 0 | 0  | 0  | 0   |

Legenda:
      Promosse in Lega A.
      Retrocesse in Lega C.
      Esclusa dalla competizione.
Nota:
Le partite contro le quarte classificate dei gruppi B1, B3 e B4 sono scartate in modo da poter confrontare le squadre prime, seconde e terze.

### Lega C
|  | Pos. | Squadra            | Pos. gruppo | Pt | G | V | N | P | GF | GS | DR  |
|  | ---- | ------------------ | ----------- | -- | - | - | - | - | -- | -- | --- |
|  | 33.  | Georgia            | 1-C4        | 16 | 6 | 5 | 1 | 0 | 16 | 3  | +13 |
|  | 34.  | Grecia             | 1-C2        | 15 | 6 | 5 | 0 | 1 | 10 | 2  | +8  |
|  | 35.  | Turchia            | 1-C1        | 13 | 6 | 4 | 1 | 1 | 18 | 5  | +13 |
|  | 36.  | Kazakistan         | 1-C3        | 13 | 6 | 4 | 1 | 1 | 8  | 6  | +2  |
|  | 37.  | Lussemburgo        | 2-C1        | 11 | 6 | 3 | 2 | 1 | 9  | 7  | +2  |
|  | 38.  | Azerbaigian        | 2-C3        | 10 | 6 | 3 | 1 | 2 | 7  | 4  | +3  |
|  | 39.  | Kosovo             | 2-C2        | 9  | 6 | 3 | 0 | 3 | 11 | 8  | +3  |
|  | 40.  | Bulgaria           | 2-C4        | 9  | 6 | 2 | 3 | 1 | 10 | 8  | +2  |
|  | 41.  | Fær Øer            | 3-C1        | 8  | 6 | 2 | 2 | 2 | 7  | 10 | -3  |
|  | 42.  | Macedonia del Nord | 3-C4        | 7  | 6 | 2 | 1 | 3 | 7  | 7  | 0   |
|  | 43.  | Slovacchia         | 3-C3        | 7  | 6 | 2 | 1 | 3 | 5  | 6  | -1  |
|  | 44.  | Irlanda del Nord   | 3-C2        | 5  | 6 | 1 | 2 | 3 | 7  | 10 | -3  |
|  | 45.  | Cipro              | 4-C2        | 5  | 6 | 1 | 2 | 3 | 4  | 12 | -8  |
|  | 46.  | Bielorussia        | 4-C3        | 3  | 6 | 0 | 3 | 3 | 3  | 7  | -4  |
|  | 47.  | Lituania           | 4-C1        | 1  | 6 | 0 | 1 | 5 | 2  | 14 | -12 |
|  | 48.  | Gibilterra         | 4-C4        | 1  | 6 | 0 | 1 | 5 | 3  | 18 | -15 |

Legenda:
      Promosse in Lega B.
  Ammesse agli spareggi per la retrocessione in Lega D.
      Retrocesse in Lega D.

### Lega D
|  | Pos. | Squadra       | Pos. gruppo | Pt | G | V | N | P | GF | GS | DR  |
|  | ---- | ------------- | ----------- | -- | - | - | - | - | -- | -- | --- |
|  | 49.  | Estonia       | 1-D2        | 12 | 4 | 4 | 0 | 0 | 10 | 2  | +8  |
|  | 50.  | Lettonia      | 1-D1        | 7  | 4 | 2 | 1 | 1 | 9  | 5  | +4  |
|  | 51.  | Moldavia      | 2-D1        | 7  | 4 | 2 | 1 | 1 | 6  | 6  | 0   |
|  | 52.  | Malta         | 2-D2        | 6  | 4 | 2 | 0 | 2 | 5  | 4  | +1  |
|  | 53.  | Andorra       | 3-D1        | 2  | 4 | 0 | 2 | 2 | 2  | 6  | -4  |
|  | 54.  | San Marino    | 3-D2        | 0  | 4 | 0 | 0 | 4 | 0  | 9  | -9  |
|  | 55.  | Liechtenstein | 4-D1        | 0  | 6 | 0 | 0 | 6 | 1  | 11 | -10 |

Legenda:
      Promosse in Lega C.
Nota:
Le partite contro la quarta classificata del gruppo D1 sono scartate in modo da poter confrontare le squadre prime, seconde e terze.

## La squadra vincitrice
I 23 convocati della Spagna per la fase finale.
| Spagna                                 | Spagna            | Spagna              |
| Numero                                 | Giocatore         | Squadra 2022-2023   |
| Portieri                               | Portieri          | Portieri            |
| -------------------------------------- | ----------------- | ------------------- |
| 1                                      | Kepa Arrizabalaga | Chelsea             |
| 13                                     | David Raya        | Brentford           |
| 23                                     | Unai Simón        | Athletic Bilbao     |
| Difensori                              |                   |                     |
| 18                                     | Jordi Alba        | Barcellona          |
| 17                                     | Fran García       | Rayo Vallecano      |
| 2                                      | Daniel Carvajal   | Real Madrid         |
| 14                                     | Aymeric Laporte   | Manchester City     |
| 3                                      | Robin Le Normand  | Real Sociedad       |
| 4                                      | Nacho             | Real Madrid         |
| 22                                     | Jesús Navas       | Siviglia            |
| Centrocampisti                         |                   |                     |
| 11                                     | Sergio Canales    | Betis               |
| 9                                      | Gavi              | Barcellona          |
| 6                                      | Mikel Merino      | Real Sociedad       |
| 16                                     | Rodri             | Manchester City     |
| 8                                      | Fabián Ruiz       | Paris Saint-Germain |
| 5                                      | Martín Zubimendi  | Real Sociedad       |
| Attaccanti                             |                   |                     |
| 10                                     | Marco Asensio     | Real Madrid         |
| 12                                     | Ansu Fati         | Barcellona          |
| 20                                     | Joselu            | Espanyol            |
| 7                                      | Álvaro Morata     | Atlético Madrid     |
| 21                                     | Dani Olmo         | RB Lipsia           |
| 15                                     | Yéremi Pino       | Villarreal          |
| 19                                     | Rodrigo           | Leeds Utd           |
| Commissario tecnico: Luis de la Fuente |                   |                     |

## Classifica marcatori
| Reti | Giocatore       |
| ---- | --------------- |
| 3    | Michy Batshuayi |
| 3    | Luka Modrić     |
| 3    | Steven Bergwijn |
| 3    | Memphis Depay   |
| 2    | 30 giocatori    |
| 1    | 66 giocatori    |

| Reti | Giocatore           |
| ---- | ------------------- |
| 6    | Erling Haaland      |
| 6    | Aleksandar Mitrović |
| 4    | Stefan Mugoša       |
| 3    | Edin Džeko          |
| 3    | Teemu Pukki         |
| 3    | Benjamin Šeško      |
| 3    | Emil Forsberg       |
| 3    | Artem Dovbyk        |
| 2    | 15 giocatori        |
| 1    | 50 giocatori        |

| Reti | Giocatore             |
| ---- | --------------------- |
| 5    | Khvicha Kvaratskhelia |
| 5    | Vedat Muriqi          |
| 4    | Gerson Rodrigues      |
| 4    | Serdar Dursun         |
| 3    | Kiril Despodov        |
| 3    | Anastasios Bakasetas  |
| 3    | Abat Aýımbetov        |
| 3    | Danel Sinani          |
| 2    | 15 giocatori          |
| 1    | 64 giocatori          |

| Reti | Giocatore             |
| ---- | --------------------- |
| 5    | Vladislavs Gutkovskis |
| 4    | Henri Anier           |
| 4    | Jānis Ikaunieks       |
| 4    | Ion Nicolăescu        |
| 2    | Albert Rosas          |
| 2    | Rauno Sappinen        |
| 2    | Roberts Uldriķis      |
| 2    | Victor Stînă          |
| 1    | 18 giocatori          |

## Qualificazione agli spareggi per Euro 2024
Le squadre che non si qualificano al campionato europeo di calcio 2024 tramite le qualificazioni possono comunque qualificarsi per la fase finale tramite gli spareggi. Alle leghe A, B e C della UEFA Nations League viene assegnato uno dei tre posti rimanenti. Quattro squadre di ciascuno di queste leghe che non si sono ancora qualificate per la fase finale del campionato europeo si sfideranno negli spareggi della loro lega, che si giocheranno a marzo 2024. I posti per gli spareggi vengono prima assegnati a ciascuna vincitrice del girone e se una delle vincitrici dei gironi si è già qualificata per la fase finale, il posto va alla squadra successiva della lega con la migliore classifica. Le vincitrici dei gironi della UEFA Nations League hanno la garanzia di raggiungere almeno gli spareggi, ma possono comunque qualificarsi direttamente per la fase finale.